# 异形鱼属
异形鱼属（学名：Parexus）是一属已灭绝的棘鱼类。
异形鱼属可以通过它巨大的前背鳍棘刺辨认。该属的化石在苏格兰Tillywhandland的早期下泥盆纪地层中被发现。Burrow等人根据他们于2013年发现的化石资料，描述了来自苏格兰的P.falcatus和P.recurvus。P.falcatus实际上是P.recurvus的异名。